# Lepilemur sahamalaza
Lepilemur sahamalaza is een zoogdier uit de familie van de wezelmaki's (Lepilemuridae). De wetenschappelijke naam van de soort werd voor het eerst beschreven in 2006, maar werd pas in 2017 geldig gepubliceerd door Andriaholinirina et al.

## Kenmerken
Deze soort heeft een grijs gezicht, behalve het voorhoofd en het gebied rond de oren, die roodbruin zijn. Over de rug en de bovenkant van het hoofd (maar niet over de staart) loopt een vage, donkere lijn. De rugvacht is roodbruin, inclusief de bovenarmen en bovenbenen. De onderarmen en onderbenen zijn minder roodachtig. De buik is grijs tot crèmekleurig. De staart is roodbruin tot felbruin.

## Verspreiding
De soort komt voor op het Sahamalazaschiereiland in Madagaskar (provincie Mahajanga). Hij is ook genoemd naar dat schiereiland.

## Verwantschap
Deze soort heeft 76 chromosomen, hetzelfde aantal als de grijsrugwezelmaki (L. dorsalis) en de witvoetwezelmaki (L. leucopus), maar de witvoetwezelmaki verschilt in andere kenmerken en is waarschijnlijk niet nauw verwant. L. sahamalaza is wel nauw verwant aan de grijsrugwezelmaki, en iets minder nauw aan L. ankaranensis. L. sahamalaza is kleiner en lichter dan de grijsgrugwezelmaki en heeft een langere tibia.
Lepilemur aeeclis · Lepilemur ahmansoni · Lepilemur ankaranensis · Lepilemur betsileo · Grijsrugwezelmaki (Lepilemur dorsalis) · Milne-Edwards wezelmaki (Lepilemur edwardsi) · Lepilemur fleuretae · Lepilemur grewcocki · Lepilemur hollandorum · Lepilemur hubbardi · Lepilemur jamesi · Witvoetwezelmaki (Lepilemur leucopus) · Kleintandwezelmaki (Lepilemur microdon) · Lepilemur milanoii · Grote wezelmaki (Lepilemur mustelinus) · Lepilemur otto · Lepilemur petteri · Lepilemur randrianasoloi · Roodstaartwezelmaki (Lepilemur ruficaudatus) · Lepilemur sahamalaza · Lepilemur scottorum · Lepilemur seali · Noordelijke wezelmaki (Lepilemur septentrionalis) · Lepilemur tymerlachsoni · Lepilemur wrighti